# Julius von Sachs
Pour les articles homonymes, voir Sachs.
Julius von Sachs est un botaniste allemand, né le 2 octobre 1832 à Breslau et mort le 29 mai 1897 à Wurtzbourg.

## Biographie
Il montre très jeune un intérêt pour l'histoire naturelle. Il quitte l'école en 1851 et devient l'assistant du physiologiste Jan Evangelista Purkinje (1787-1869) à Prague. En 1856, il obtient un doctorat puis s'oriente vers une carrière en botanique. Il s'établit comme Privatdozent en physiologie végétale à l'université de Prague.
En 1859, il obtient un poste d'assistant à l'Académie agricole de Tharandt en Saxe ; en 1861, il obtient la direction de l'école polytechnique de Chemnitz, mais est presque immédiatement transféré à l'Académie agricole de Poppelsdorf, près de Bonn, poste qu'il occupe jusqu'en 1867. Il est nommé alors professeur de botanique à l'université de Fribourg-en-Brisgau. En 1868, il accepte la chaire de botanique de l’université de Wurtzbourg, qu'il occupera jusqu'à sa mort malgré les offres répétées des autres universités allemandes.
Les talents de Sachs comme chercheur, auteur et enseignant lui valent une grande renommée. Son nom est particulièrement associé au développement de la physiologie végétale de la deuxième moitié du XIXe siècle, qui devient une branche importante de la botanique. Ses derniers articles, dispersés dans de nombreux journaux de botanique ou de sociétés savantes, montrent l'étendue de ses centres d'intérêt.
Il faut ainsi citer la série intitulée Keimungsgeschichten, qui marque la naissance des méthodes d'analyse microchimique, consacrée à l'étude de la physiologie et de la morphologie du processus de germination.
Il travaille également sur les problèmes de nutrition et démontre que les grains d'amidon qu'il trouve dans les chloroplastides constituent le premier élément nutritif de la graine.
Ses derniers articles ont presque tous été édités dans la revue Arbeiten de botanisthen Instituts in Würzburg (1871-1788). Parmi ceux-ci, il faut signaler celui où il montre l'influence du spectre sur la vitesse de croissance des plantes ou celui où il présente l'héliotropisme et le géotropisme, parmi bien d'autres.
Son Handbuch der Experimentalphysiologie des Pflanzen (1865 ; traduit en français dès 1868) fait le point sur les connaissances de l'époque et a une audience considérable. Il est suivi, en 1868, par la première édition de son fameux Lehrbuch der Botanik, l'un des meilleurs manuels de botanique du XIXe siècle. Il connaît de nombreuses rééditions, tant en Allemagne que dans d'autres pays européens.
Son ouvrage, Vorlesungen uber Pflanzenphysiologie (1882, réédité en 1887) est plus spécialisé. Il est aussi l'auteur d'une histoire de la botanique, Geschichte der Botanik qui paraît en 1875 et qui sera également traduit dans les principales langues européennes. Julius von Sachs est devenu membre étranger de la Royal Society le 31 mai 1888.
Son enseignement a une grande influence sur ses étudiants. Parmi ceux-ci, il faut citer : Julius Oscar Brefeld (1839-1925), Wilhelm Friedrich Philipp Pfeffer (1845-1920), Francis Darwin (1848-1925), Christian Ernest Stahl (1848-1919), Hugo de Vries (1848-1935), Karl Anton Eugen Prantl (1849-1893), Karl Ritter von Goebel (1855-1932), Georg Albrecht Klebs (1857-1913), Herman Müller Thurgau (1850-1927) et Fritz Noll (de) (1858-1908).
Il a par contre manqué de clairvoyance en ne reconnaissant pas la portée des travaux de Charles Darwin et de son fils concernant la physiologie des racines, exposées dans l'ouvrage The Power of Movement in Plants que Sachs a vivement critiqué, mais qui s'est révélé confirmé par Wilhelm Pfeffer, un de ses anciens élèves.

## Liste partielle des publications
- 1859 : Physiologische Untersuchungen über die Keimung der Schmikbohne (Phaseolus multiflorus)
- 1859 : Ueber das abwechselnde Erbleichen und Dunkelwerden der Blätter bei wechselnder Beleuchtung
- 1862 : Ueber das Vergeilen der Pflanzen
- 1863 : Ueber den Einfluss des Tageslichtes auf die Neublidung unt Entfaltung verschiedener Pflanzenorgane
- 1865 : Handbuch der Experimentalphysiologie der Pflanzen
- 1868 : Lehrbuch der Botanik
- 1871-1872 : Die Geschichte der Botanik vom 16. Jahrhundert bis 1860
- 1878 : Ueber die Anordnung der Zellen in jüngsten Pflanzentheilen
- 1882 : Die Vorlesungen über "Pflanzenphysiologie
- 1892 : Gesammelte Abhandlungen über Pflanzenphysiologie
- 1894 : Mechanomorphosen und Phylogenie
- 1896 : Phylogenetische Aphorismen und ueber innere Gestaltungsursachen oder Automorphosen